# Psihologia personalității
Personalitatea este un termen destul de larg răspândit în limbajul comun. Majoritatea folosesc termenul pentru a se referi la un ansamblu de caracteristici care definesc modul în care o persoană percepe lumea și reacționează la împrejurări - ceva ce ține de procesele cognitive și comportamentele asociate în anumite împrejurări. În psihologie, el ar putea fi definit ca fiind suma trăsăturilor emoționale, cognitive și comportamentale, unice fiecărui individ, învățate și dezvoltate prin experiență, relativ consistente de-a lungul timpului.
Este puțin probabil de găsit un consens între psihologi cu privire la natura personalității. Nu există o perspectivă unică asupra căreia toți cercetătorii să cadă de acord. Dificilă este însă găsirea unui acord nu numai în ceea ce privește definirea personalității, dar mai cu seamă referitor la caracteristicile acesteia. Mai degrabă decât să caute o convergență, psihologii aparținând diverselor școli, au formulat definiții și teorii ale personalității pe care le-au susținut și apărat cu o pasiune și o convingere demne de invidiat.
Dintre nenumăratele teorii se vor prezenta doar pe acelea care au reușit realmente să se impună în comunitatea științifică și anume: psihanalitică, behavioristă, cognitivă, a trăsăturilor și cea a învățării sociale. Emulația lor, oferta de modele explicative, este de altfel firească prin faptul că aceste abordări reprezintă principalele forțe ce operează activ în cadrul întregii psihologii și nu doar în domeniul personalității.
În ciuda faptului că toate aceste teorii permit o prezentare amplă a ceea ce numim sistemul de personalitate, răspunsul la întrebarea fundamentală “Ce este personalitatea?” rămâne în continuare o dilemă dificil de decriptat. Nu există, cel puțin până acum, un răspuns clar la această întrebare. Fiecare teorie poate fi parțial corectă sau putem spune că toate sunt parțial corecte. Asta ne permite să credem că răspunsul corect la întrebarea avansată este în fapt unul cumulativ. Acel răspuns ar reuni într-o nouă teorie aspectele cele mai viabile ale teoriilor deja avansate.
Lipsa unui acord între teoreticieni în ceea ce privește teoretizarea personalității nu face trimitere imperativă la inutilitatea teoriilor ce încearcă să o explice. Spre exemplu, într-o situație similară, cea a inteligenței, cu toate că psihologii nu au căzut de acord asupra unei definiții unice, acest lucru nu i-a împiedicat să utilizeze conceptul de inteligență, să elaboreze diverse modalități de evaluare a acesteia, în virtutea cărora au purces firesc la predicții comportamentale. Acest raționament poate fi extrapolat și în cazul personalității.
Fiecare teorie oferă o imagine tentantă asupra naturii umane concluziile fiecăreia fiind bazate, de cele mai multe ori, pe rezultatele a numeroși ani de cercetare și de muncă intensă. Toți teoreticienii au ceva important, impresionant și provocator de spus despre abisurile ființei umane. Faptul că ei nu sunt întotdeauna de acord ne obligă să luăm în considerare trei factori pentru a putea să ne explicăm mai facil aceste disensiuni: 1. complexitatea subiectului discutat; 2. contextele istorice și personale diferite în care fiecare din aceste teorii au fost formulate; 3. faptul că psihologia este o disciplină relativ tânără, recent intrată în spațiul științificității. În plus trebuie semnalat faptul că preocuparea privind investigarea personalității este mult mai recentă, primele formulări de o anumită pertinentă le regăsim începând abia cu anii '20. Ori, în dezvoltarea unei științe câteva zeci de ani (&lt;100 de ani) reprezintă o perioada prea scurtă pentru a permite cristalizări.
Interesul acordat azi studiului personalității este deosebit și acest lucru reiese cu ușurință din abundență din studiile prezente în literatura de specialitate. Teoria personalității reflectă așadar o parte esențială a eforturilor continue ale psihologiei de a înțelege natura umană și de face predicții comportamentale.
Există desigur și motive personale de a studia teoriile personalității: o curiozitate firească de a știi cât mai mult despre propriul comportament. De ce ne comportăm gândim și simțim într-un anumit fel? De ce o persoană este agresivă iar alta inhibată, una plină de curaj iar alta fricoasă, una sociabilă iar alta timidă? Ce ne face pe noi să ne purtăm într-un anumit fel, iar pe frații și surorile noastre crescuți în aceeași casă să fie atât de diferiți? Ce factori ajută pe anumiți indivizi să devină oameni de succes în carieră sau/și mariaj în timp ce alții, cu același potențial cad dintr-un eșec în altul? Desigur nevoia de a ne cunoaște pe noi înșine, curiozitatea de a descoperi dedesubturile motivelor și temerilor noastre este foarte puternică în cei mai mulți dintre noi. Examinarea variatelor perspective asupra personalității ne va permite să dobândim cel puțin un prețios bagaj de informații pentru dificila și nesfârșita sarcină de a ne cunoaște pe noi înșine.
Un alt motiv pentru studiul teoriilor personalității este unul practic. Indiferent de domeniul pentru care un individ a optat și în care dorește să își creeze o carieră, el lucrează și va lucra cu oameni și pentru oameni. Înțelegerea naturii personalității umane va spori calitatea relațiilor interpersonale atât de importante pentru succesul profesional dar și pentru o inserție adecvată în comunitate.
Rezultatele cercetărilor din domeniul psihologiei industriale și organizaționale au subliniat, nu de puține ori, importanța acestei idei. Într-un studiu efectuat pe câteva sute de muncitori, urmărind să identifice cauzele disponibilizărilor s-a constatat, cu surpriză, că doar 10% au fost concediați datorită inabilității lor de a-și presta eficient munca. Restul de 90% au fost concediați datorită dificultăților de relaționare cu ceilalți colegi, subalterni sau superiori (Schultz; Schultz,1990).
De asemenea, studiul personalității are o valoare practică deosebită și în domeniul psihologiei clinice. O analiză statistică relevă că 74% din universitățile care acordă titlul de Master în psihologie clinică consideră cursul de 'Teoria Personalității' ca fiind unul de importantă crucială în pregătirea studenților. Studiul personalității este de asemenea cotat ca fiind de mare importanță de mai bine de 70% din centrele de sănătate mentală, spitalele și clinicile anchetate (Annis, Tuckev; Bakev,1984).
Mai există un motiv pentru a studia personalitatea și probabil acestea este cel mai vital și mai irezistibil motiv. Dacă evaluăm nenumăratele probleme și crize cu care se confruntă omenirea acum la debut de secol XXI (iminența unui război nuclear, poluarea, abuzul de droguri, terorismul etc.), vom găsi cu siguranță de fiecare dată aceeași cauză: oamenii însăși. Toate acestea ar putea fi mult ameliorate printr-o deplină înțelegere a ființei umane. Abraham Maslow, unul dintre personalitățile gândirii umaniste spunea: “Dacă vom reuși să îmbunătățim natura umană atunci vom îmbunătăți totul, și această deoarece doar astfel vom înlătura cauza dezordinii mondiale”
Absența unui consens asupra naturii personalității precum și asupra celei mai potrivite modalități de abordare a acesteia este reflectat în egală măsură și în dezacordul privitor la definirea termenului ce o etichetează. Într-o carte devenită de acum clasică în domeniu - Structura și dezvoltarea personalității – Allport invocă și discută peste 50 de definiții ale personalității. Dar mai degrabă decât să le descriem pe acestea și toate definițiile apărute de atunci ar fi, credem noi, mult mai nimerită încercarea de a relaționa personalitatea cu utilizarea obișnuită, zilnică pe care o dăm acestui termen.
Cândva un psiholog sugera că ne putem face o idee despre înțelesul acestui concept, dacă examinăm cu atenție ceea ce noi intenționăm să surprindem de fiecare dată când utilizăm cuvântul Eu (Adams,1954). Când spunem Eu, încercăm să însumăm totul despre noi înșine – simpatiile și antipatiile noastre, temerile și virtuțile, vigoarea și slăbiciunile noastre. Cuvântul Eu este ceea ce ne definește pe fiecare din noi că individ, că persoană separată de alții. Dacă recurgem la o analiză etimologică regăsim că termenul derivă din latinescul 'persona' care se referă la masca utilizată de un actor într-o piesă. Ca atare 'persona' este masca publică, “fața” pe care noi o etalăm celorlalți. În virtutea aceste derivări etimologice am putea lesne conchide că personalitatea se referă doar la caracteristicile externe, vizibile, la acele aspecte pe care și ceilalți le pot vedea. Astfel, personalitatea unui individ poate fi definită în termeni de 'impresie' pe care o persoană o face asupra altora, ceea ce persoana pare să fie.
Se rezumă oare personalitatea doar la fațada, la masca sau rolul pe care îl jucăm pentru ceilalți? Pentru cei mai mulți dintre noi, termenul semnifică mult mai mult. În mod obișnuit ne referim la mai multe atribute ale unui individ, la o sumă sau o colecție de caracteristici care sunt mult mai profunde decât aparențele fizice superficiale. Ne referim la o sumă de dimensiuni care nu pot fi observate direct, la acelea pe care o persoană încearcă să le ascundă de noi sau pe care noi încercăm să le ascundem observației altora.
De asemenea utilizăm cuvântul 'personalitate' atunci când ne referim la caracteristici de durată. Putem afirma că personalitatea unui individ este relativ stabilă și predictibilă. Această nu înseamnă că personalitatea este rigidă și neschimbătoare, ea poate, așa cum vom vedea, să-și releve diferite aspecte în funcție de situație.
În acest sens în 1960 psihologul Walter Mischel a provocat o adevărată dezbatere în psihologie legată de importanța relativă a variabilelor personale (trăsături, nevoi) și variabilele situaționale în determinarea comportamentului (Mischel,1968,1973). Controversa continuă în literatura de specialitate de mai mult de 20 de ani. Mulți personologi consideră rezolvată problema acceptând o abordare interactionistă, afirmând că trăsăturile personale, aspectele social-situaționale și interacțiunea dintre ele trebuie deopotrivă luate în considerare dacă scopul nostru este acela de a oferi o explicație completă a comportamentului uman (Carson,1989;Kenrick;Funder,1988;Rowe,1987).
Tindem de asemenea să credem că personalitatea este unică. Constatăm similarități între oameni și cu toate acestea sesizăm că indivizii posedă caracteristici speciale sau combinații de caracteristici care-i disting unii de ceilalți. Ca atare în virtutea experiențelor cotidiene avem tendința să percepem personalitatea ca un cluster stabil și unic de caracteristici care poate însă suferi modificări ca răspuns la diferite solicitări externe.
Cu toate acestea este greu să oferim o definiție asupra căreia acceptul psihologilor să fie unanim. Pentru a distinge un anumit grad de precizie în definirea conceptului, trebuie să înțelegem ce dorește fiecare teoretician să sugereze prin conceptul pe care îl utilizează. Fiecare teoretician oferă o versiune unică, o perspectivă personală asupra naturii personalității, care devine astfel definiția sa de lucru. Prin urmare demersul nostru are ca obiectiv înțelegerea diferitelor versiuni ale conceptului de personalitate și examinarea unor variate modalități de definire a EU-lui.
Psihologii în domeniul personalității acordă o importantă crescută nu doar formulării teoriilor ci în egală măsură și modalităților de evaluare a acesteia.
O teorie asupra personalității sugerează modalitățile prin care o mare varietate de date privind persoană pot fi puse alături și sistematizate pentru a dobândi astfel coerență și inteligibilitate.
Atunci când ne propunem să studiem sistematic și intensiv indivizii, în fapt noi vrem să știm ce sunt ei, de ce se comportă într-un anumit fel și cum au devenit ceea ce sunt. Ca atare orice teorie asupra persoanei trebuie să fie în măsură să ofere răspunsuri la aceste trei întrebări. Întrebarea “CE” se referă la caracteristicile persoanei și la modul cum este ea organizată în relațiile cu ceilalți. Întrebarea “DE CE” se orientează spre motivele ce particularizează comportamentul individului. Răspunsurile la această întrebare relevă aspectele motivaționale ale persoanei; ex. de ce a decis să se deplaseze și de ce tocmai în acea direcție? 'De ce' este o mamă supraprotectoare? - pentru că acest mod de a fi o face fericită, pentru că ea caută să ofere copiilor săi ceea ce ei i-a lipsit în copilărie sau doar pentru a evita manifestarea oricărui resentiment din partea copiilor? O persoană a dezvoltat o depresie ca urmare a unei umiliri, din cauza unei iubiri pierdute sau dintr-un sentiment de vinovăție? Întrebarea “CUM” se referă la factorii determinanți ai personalității. În ce mod și în ce măsură forțele genetice și cele ambientale au interacționat pentru a determina structura și funcționarea actuală a personalității.
Ca atare o teorie ne poate ajuta să înțelegem în ce măsură, spre exemplu, anxietate este o caracteristică personală, cum s-a dezvoltat această caracteristică de personalitate, de ce anxietatea se relevă doar în anumite contexte și de ce individul adoptă preferențial un anumit comportament atunci când este anxios?
Răspunsurile pe care le primim când adresăm asemenea întrebări ne conduc la trei concepte, deosebit de utile în înțelegerea personalității. Acestea sunt: structura, procesele, creșterea și dezvoltarea. Termenul de structură se referă la cele mai stabile și mai trainice aspecte ale personalității. Acestea reprezintă “cărămizile” edificiului numit personalitate. Ele sunt comparabile cu părțile componente ale corpului uman sau cu ceea ce atomii și moleculele sunt în fizică și chimie. Concepte structurale precum trăsăturile, răspunsurile, obișnuințele, sinele, etc. au devenit foarte populare și utile în încercările de a răspunde la întrebarea “ce sunt oamenii”. Procesele se referă la conceptele dinamic-motivaționale pe care le utilizăm atunci când căutăm explicații pentru un anumit comportament. Dacă reiterăm modelul corpului uman atunci trebuie să acceptăm că acesta trebuie gândit nu doar în termenii unei organizări, structurări a părților ci și în cei ai unor procese ce relaționează aceste părți. Similar personalitatea deține procese ce servesc dimensiunii funcționale, ce inițiază și întrețin comportamentele individuale. Sintagma creștere și dezvoltare este puternic relaționată cu cele două concepte anterioare. O teorie privind creșterea și dezvoltare trebuie să ofere cele mai coerente argumente privitoare la modificările structurale de la naștere la maturitate precum și pentru schimbările corespunzătoare ale proceselor personalității, invocând de fiecare dată factorii determinanți. În acest sens diferitele teorii accentuează fie rolul factorilor genetici fie al celor ambientali (cultură, clasa socială, familie, etc.) ca principali determinanți ai personalității.
În concluzie, teoriile asupra personalității pot fi comparate prin intermediul conceptelor pe care acestea le utilizează atunci când oferă răspunsuri la întrebările: ce, de ce, și cum (?).
În modulul introductiv se trasează cadrul teoretic în care se va studia conceptul de personalitate.
Importanța studierii personalității rezidă în principal din faptul că atât progresele omenirii, cât și regresele acesteia sunt determinate de oamenii însăși. De asemenea, importanța studierii personalității devine evidență atunci când privim omul că ființă socială prin excelență, deoarece indiferent de profesia, locul de muncă, organizarea familială, mediul și nivelul de trăi, omul trăiește printre alți oameni. Prin urmare înțelegerea naturii personalității umane devine un factor esențial atât în cunoașterea de sine, dar și în cunoașterea celorlalți.
Încă de la început ni se atrage atenția că nu există o definire unanim acceptată a conceptului de personalitate, ci mai degrabă diferitele paradigme teoretice au avansat propriile teorii și definiții ale personalității. Dintre aceste teorii, cele care s-au impus în psihologie sunt teoriile psihanalitică, behavioristă, umanistă, cognitivă, teoria trăsăturilor și cea a învățării sociale. Datorită lipsei unui consens, acest capitol introductiv se axează pe corelarea acestor definiții teoretice cu ceea ce simțul comun desemnează prin termenul de 'personalitate'. La nivelul utilizării cotidiene, personalitatea reprezintă acele caracteristici unice, care ne deosebesc de ceilalți, fie ele evidente în comportament sau neexprimate comportamental, care au o oarecare durabilitate în timp și cu ajutorul cărora conduita persoanei devine relativ predictibilă. Fiecare teoretician oferă o versiune unică, o perspectiva personală asupra naturii personalității, care devine astfel definiția sa de lucru. Rezumând obiectivul acestui material îl reprezintă înțelegerea diferitelor versiuni ale conceptului de personalitate și examinarea unor variate modalități de definire a EU-lui.